# Природно-заповідний фонд Зборівського району
Станом на 1 січня 2017 року на території Зборівського району є 29 територій та об'єктів природно-заповідного фонду загальною площею 4584,82 га, що становить 4,69 % території району:
- 1 гідрологічний заказник загальнодержавного значення площею 890,4 га,
- 4 заказника місцевого значення загальною площею 3639,2 га:
  - 1 ботанічний заказник загальною площею 8,1 га,
  - 1 гідрологічний заказник загальною площею 23,1 га,
  - 2 загальнозоологічні заказники загальною площею 3608,0 га,
- 23 пам'яток природи місцевого значення загальною площею 43,22 га:
  - 1 комплексна пам'ятка природи площею 36,40 га,
  - 2 геологічні пам'ятки природи загальною площею 0,60 га,
  - 4 гідрологічні пам'ятки природи загальною площею 0,34 га,
  - 16 ботанічних пам'яток природи загальною площею 5,88 га,
- 1 заповідне урочище загальною площею 12,00 га.

## Заказники
| №                                               | Назва території або об'єкта | Площа, га | Рішення про створення (зміну) | Розташування | Керуюча організація | Світлина, альбом |
| ----------------------------------------------- | --------------------------- | --------- | ----------------------------- | ------------ | ------------------- | ---------------- |
| Ботанічні заказники загальнодержавного значення |                             |           |                               |              |                     |                  |
| 1.                                              |                             |           |                               |              |                     |                  |
| Ботанічні заказники місцевого значення          |                             |           |                               |              |                     |                  |
| 1.                                              |                             |           |                               |              |                     |                  |

## Пам'ятки природи
| №                                                | Назва території або об'єкта | Площа, га | Рішення про створення (зміну) | Розташування | Керуюча організація | Світлина, альбом |
| ------------------------------------------------ | --------------------------- | --------- | ----------------------------- | ------------ | ------------------- | ---------------- |
| Геологічні пам'ятки природи місцевого значення   |                             |           |                               |              |                     |                  |
| 1.                                               |                             |           |                               |              |                     |                  |
| Гідрологічні пам'ятки природи місцевого значення |                             |           |                               |              |                     |                  |
| 1.                                               |                             |           |                               |              |                     |                  |
| Ботанічні пам'ятки природи місцевого значення    |                             |           |                               |              |                     |                  |
| 1.                                               |                             |           |                               |              |                     |                  |

## Парки-пам'ятки садово-паркового мистецтва
| №  | Назва території або об'єкта | Площа, га | Рішення про створення (зміну) | Розташування | Керуюча організація | Світлина, альбом |
| -- | --------------------------- | --------- | ----------------------------- | ------------ | ------------------- | ---------------- |
| 1. |                             |           |                               |              |                     |                  |

| №   | Назва території або об'єкта          | Площа, га | Рішення про створення (зміну) | Розташування | Керуюча організація | Світлина, альбом |
| --- | ------------------------------------ | --------- | --- | --- | --- | ---------------- |
| 1   | Серетський                           | 1192.0    | Тернопільський район, села: Плотича, Великий Глибочок, Івачів Долішній, Зборівський район, села: Малашівці, Кобзарівка, Чернихів, Глядки, Городище, Носівці, заболочена заплава р. Серет з Івачівською водоймою та фрагмент заплави р. Лопушанка | Великоглибочецька (138,6 га), Івачеводолішнівська (68,8 га), Плотицька (93,9 га) сільські ради Тернопільського району, Чернихівська (266,7 га), Малашовецька (501,9 га), Городищенська (64,04 га), Кобзарівська (62,10 га) сільські ради Зборівського району, Державне підприємство «Тернопільводоканал» (0,30 га), Зборівського району, приватний підприємець Бігун Богдан Костянтинович (24,96 га). | Постанова Ради Міністрів УРСР від 25.02.1980 р . № 132, із змінами затвердженими постановою Ради Міністрів УРСР від 12.12.1983 р. № 495 |                  |
| 24  | Білокриницький                       | 8.1       | Зборівський р-н, с. Білокриниця, кв. 62 вид. 7, Залозецьке лісництво, лісове урочище «Білокриниця» | ДП «Тернопільське лісове господарство» | Рішення ТОР від 23.12.2005 р. № 519 |                  |
| 12  | Мильно-Бліхівський                   | 3488.0    | Зборівський район, с. Мільно, Мшанецьке лісництво, кв. 18-30, лісові урочища «Бліх», «Мильно», прилеглі до лісового урочища угіддя | ДП «Тернопільське лісове господарство» | Рішення ВК ТОР від 30.06.1986 р. № 198                                                                                                  |                  |
| 9   | Гонтова гора                         | 36.4      | Зборівський район, фрагмент Товтрової гряди між с. Мильне Зборівського та с. Мала Березовиця Збаразького району | Мильнівська сільська рада | Рішення ТОР від 15.12.2011 р. № 1291 |                  |
| 45  | Складка облямування рифових вапняків | 0.1       | Зборівський район, с. Тростянець, кв. 63, вид. 6 Залозецьке лісництво, лісове урочище «Білокриниця», правий схил долини р. Лопушанка | Тростянецька сільська рада | Рішення ТОР від 21.01.2009 року № 483                                                                                                   |                  |
| 74  | Останці Подільських Товтр            | 0.5       | Зборівський район, с. Мшанець, Мшанецьке лісництво, кв. 49 вид. 3, лісове урочище «Мильно» | ДП «Тернопільське лісове господарство» | Рішення ВК ТОР від 30.08.1990 р. № 189                                                                                                  |                  |
| 5   | Джерела в с. Нище                    | 0.15      | Зборівський район, с. Нище, витік р. Серет | Вовчковецька сільська рада | Рішення ВК ТОР від 23.10.1972 р. № 537                                                                                                  |                  |
| 43  | Залізецьке джерело                   | 0.01      | Зборівський район, с. Залізці, біля кафе «Рибалка» | Залізецька сільська рада | Рішення ВК ТОР від 26.12.1983 р. № 496                                                                                                  |                  |
| 49  | Джерело під Бемовою горою            | 0.1       | Зборівський район, с. Манаїв, неподалік від старої садиби, за 200 метрів від лісу, в межах урочища «Бемова гора» | Гарбузівська сільська рада | Рішення ТОР від 18.06.2009 р. № 620 |                  |
| 63  | Джерело Пресвятої Богородиці         | 0.08      | Зборівський район, с. Озерна Озернянської сільської ради, при в'їзді до села, біля мосту | Озернянська сільська рада | Рішення № 75 ТОР від 10.02.2016 року.                                                                                                   |                  |
| 115 | Куртина вікових дубів                | 0.2       | Зборівський район, с. Нище, Залозецьке лісництво, кв. 11 вид. 11, лісове урочище «Ніще» | ДП «Тернопільське лісове господарство» | Рішення ВК ТОР від 23.10.1972 р. № 537                                                                                                  |                  |
| 129 | Дуб «Мильнівський»                   | 0.02      | Зборівський район, х. Манюки, Мшанецьке лісництво, кв. 50 вид. 9, біля дитячого лікувального центру «Барвінок», лісове урочище «Мильно» | ДП «Тернопільське лісове господарство» | Рішення ТОР від 26.02.1999 р. № 50 |                  |
| 155 | Нищенські липи                       | 0.04      | Зборівський район, с. Нище, рештки старовинного парку | Вовчковецька сільська рада | Рішення ВК ТОР від 14.03.1977 р. № 131                                                                                                  |                  |
| 168 | Липа Івана Франка                    | 0.01      | Зборівський район, с. Курівці, за 200 метрів від залізничного переїзду, біля магазину | Курівецька сільська рада | Рішення ТОР від 18.06.2009 р. № 620 |                  |
| 169 | Липи Ліпінського                     | 0.06      | Зборівський район, с. Вірлів, біля могили відомого скрипаля Кароля Ліпінського | Вірлівська сільська рада | Рішення ТОР від 18.06.2009 р. № 620 |                  |
| 214 | Горіх чорний (3 шт.)                 | 0.06      | Зборівський район, с. Іванівці, Мшанецьке лісництво, кв. 91 вид. 3, лісове урочище «Янківці» | ДП «Тернопільське лісове господарство» | Рішення ВК ТОР від 28.12.1970 р. № 829                                                                                                  |                  |
| 259 | Кобзарівська зозулинцева ділянка     | 2.5       | Зборівський район, с. Кобзарівка, північно-західна околиця, в межах заплави р. Серету, що порізана меліоративними каналами | Кобзарівська сільська рада | Рішення Тернопільської облас-ної ради від 18.11.2003 р. № 206                                                                           |                  |
| 263 | Верховина                            | 2.0       | Зборівський район, с. Мшанець, за 1 км на захід від села, в межах меліоративних систем в урочищі «Верховина» | Мшанецька сільська рада | Рішення ТОР від 23.12.2005 р. № 519 |                  |
| 264 | Грабарки                             | 0.8       | Зборівський район, с. Мшанець, південна околиця, в межах меліоративних систем в урочищі «Верховина» | Мшанецька сільська рада | Рішення ТОР від 23.12.2005 р. № 519 |                  |
| 272 | Гарбузівська липа                    | 0.02      | Зборівський р-н, с. Гарбузів, на церковному подвір'ї | Гарбузівська сільська рада | Рішення ТОР від 16.08.2012 № 1417 |                  |
| 273 | Ратищівські липи                     | 0.02      | Зборівський р-н, с. Ратищі, неподалік школи, біля пам'ятного знака (хрест), на честь скасування кріпосного права | Ратищівська сільська рада | Рішення ТОР від 16.08.2012 № 1417 |                  |
| 279 | Озернянські липи                     | 0.03      | Зборівський район, с. Озерна Озернянської сільської ради, біля костелу | Озернянська сільська рада | Рішення № 75 ТОР від 10.02.2016 року.                                                                                                   |                  |
| 8   | Стрипський                           | 23.1      | Водно-болотний масив у верхів'ї ріки Стрипи | Вовчківська та Перепельницька сільські ради | Рішення ТОР від 06.03.2012 № 1323 |                  |